# RAC1
Rac1 (RAS-related C3 botulinus toxin substrate 1) は、ヒト細胞に存在するタンパク質であり、RAC1遺伝子によりコードされている。RAC1は選択的スプライシングにより異なる機能を持ったいくつかのタンパク質を生成しており、このうちの1つがRac1である。
Rac1は、悪性黒色腫や肺非小細胞癌
を含むさまざまな癌の発生において、重要な役割を果たしていると考えられている。そのため、現在これらの疾患に対する治療標的と考えられている。

## 機能
低分子量GTPアーゼの1つであるうえ、RhoファミリーGタンパク質であるRacサブファミリーのメンバーでもある。このスーパーファミリーのメンバーは、細胞の増殖や細胞骨格の再構築、プロテインキナーゼの活性化などさまざまな細胞における事象を制御している。
Rac1は、細胞周期や細胞接着、（アクチンネットワークを介した）細胞運動、上皮細胞における悪性形質転換（上皮幹細胞維持における必要物質であると考えられている）などを含む多くの細胞プロセスにおける、多方面的な制御因子である。

## 相互作用
ARFIP2、Myotonic dystrophy protein kinase、T-cell lymphoma invasion and metastasis-inducing protein 1、PARD6B、PAK1、PAK3、ARHGDIA、Myd88、PARD6A,、STAT3、IQGAP2、NCKAP1、IQGAP1、FHOD1、BAIAP2、RICS、FMNL1などのタンパク質と相互作用することが明らかにされている。

## 推薦文献
- Benitah SA, Frye M, Glogauer M, Watt FM (2005). “Stem cell depletion through epidermal deletion of Rac1”. Science 309 (5736):  933–5. doi:10.1126/science.1113579. PMID 16081735.
- Dorseuil O, Gacon G (1997). “[Signal transduction by Rac small G proteins in phagocytes] [Signal transduction by Rac small G proteins in phagocytes]” (French). C. R. Seances Soc. Biol. Fil. 191 (2):  237–46. PMID 9255350.
- Ramakers GJ (2002). “Rho proteins, mental retardation and the cellular basis of cognition”. Trends Neurosci. 25 (4):  191–9. doi:10.1016/S0166-2236(00)02118-4. PMID 11998687.
- Esufali S, Charames S, Bapat B (2007). “Suppression of Wnt signalling leads to stabilization of Rac1 isoforms”. FEBS letters. 581 (25):  4850–4856. doi:10.1016/j.febslet.2007.09.013. PMID 17888911.